# أدينانثوس
زهر الغدة أو الأدينانثوس (الاسم العلمي: Adenanthos) هو جنس من الشجيرات الأسترالية الأصلية في عائلة النباتات المزهرة البروتياسية . متغير في العادة وشكل الأوراق، وهو الجنس الوحيد في العائلة حيث تكون الأزهار الانفرادية هي القاعدة. تم اكتشافه في عام 1791، ونشره رسميا جاك لابيلارديير في عام 1805. النوع النمطي هو شجيرة اللهب، وتم التعرف على 33 نوعًا. يقع هذا الجنس في الفصيلة الفرعية بروطياوات، ويعتبر الأكثر ارتباطًا بالعديد من الأجناس في جنوب إفريقيا.
يستوطن النبات أستراليا، ونجد أنواعه في جنوب غرب أستراليا، حيث يوجد 31 نوعًا. النوعان الآخران يتواجدان في جنوب أستراليا وغرب فيكتوريا (أستراليا) . يتم تلقيحها بشكل رئيسي عن طريق الطيور.

## الأصناف والأنواع الفرعية
يندرج تحت جنس الأدينانثوس 36 نوعا فرعيا وهي:
| الاسم                                   | المؤلف           | المرجع الأولي                                            | مرجع قاعدة بيانات WFO |
| --------------------------------------- | ---------------- | -------------------------------------------------------- | --------------------- |
| أدينانثوس أكانثوفيليوس                  | أ. س. جورج       | نويستيا 1: 382 (1974)                                    | wfo-0000519844        |
| أدينانثوس أبيكولاتوس                    | ر. براون         | سوبل. برود. فل. نوف. هول.: 9 (1830)                      | wfo-0000519846        |
| أدينانثوس بروكومبينس                    | ميسن             | بل. بريس. 1: 512 (1845)                                  | wfo-0000519882        |
| أدينانثوس أرجيروس                       | دييلز وإي. بريتز | بوت. ياهرب. سيست. 35: 138 (1904)                         | wfo-0000519847        |
| أدينانثوس باربيجير                      | ليندل            | سكتش فيج. سوان ر.: 36، 182 (1839)                        | wfo-0000519849        |
| أدينانثوس كاكومورفوس                    | إي. سي. نيلسون   | برونيا 1: 385 (1978)                                     | wfo-0000519850        |
| أدينانثوس كونياتوس                      | لابيليارد        | نوف. هول. بل. 1: 28 (1805)                               | wfo-0000519852        |
| أدينانثوس كريناتوس                      | فيلد. إكس سبريج  | سيس. فيج. 1: 472 (1824)                                  | wfo-0000519851        |
| أدينانثوس فلابليفوليوس                  | نايت             | نايت. كالت. بروت.: 96 (1809)                             | wfo-0000519864        |
| أدينانثوس كونينجهامي                    | ميسن             | بل. بريس. 1: 513 (1845)                                  | wfo-0000519853        |
| أدينانثوس سيجنوروم                      | دييلز            | بوت. ياهرب. سيست. 35: 138 (1904)                         | wfo-0000519854        |
| أدينانثوس دتمولدي                       | ف. مولر          | فرجم. (مولر) 8(65): 149. 1874 [مارس 1874]                | wfo-0000519856        |
| أدينانثوس دوباجي                        | إي. سي. نيلسون   | برونيا 1: 334 (1978)                                     | wfo-0000519857        |
| أدينانثوس دوبسوني                       | ف. مولر          | فرجم. 8: 204 (1874)                                      | wfo-0000519858        |
| أدينانثوس دروموندي                      | ميسن             | بل. بريس. 1: 514 (1845)                                  | wfo-0000519859        |
| أدينانثوس إيليبتيكوس                    | أ. س. جورج       | نويستيا 1: 383 (1974)                                    | wfo-0000519860        |
| أدينانثوس إيري                          | إي. سي. نيلسون   | برونيا 1: 355 (1978)                                     | wfo-0000519861        |
| أدينانثوس فيليفوليوس                    | بينثام           | فل. أوسترال. 5: 355 (1870)                               | wfo-0000519862        |
| أدينانثوس فيليفوليوس النوع سيريكيفوليوس | بينثام           | فل. أوسترال. 5: 355 (1870)                               | wfo-0000519863        |
| أدينانثوس فلافيديفلوروس                 | ف. مولر          | فرجم. 1: 157 (1859)                                      | wfo-0000519865        |
| أدينانثوس فورستي                        | ف. مولر          | س. سي. ريك. 2: 230 (1882)                                | wfo-0000519867        |
| أدينانثوس جلابريسنس                     | إي. سي. نيلسون   | برونيا 1: 345 (1978)                                     | wfo-0000519868        |
| أدينانثوس جراسيليبس                     | أ. س. جورج       | نويستيا 1: 383 (1974)                                    | wfo-0000519869        |
| أدينانثوس إيلتيكوس                      | إي. سي. نيلسون   | برونيا 1: 384 (1978)                                     | wfo-0000519870        |
| أدينانثوس إنترمديوس                     | أوستنف           | بيول. ميدل. كونجل. دانسك. فيدنسك. سيلسك. 3(2): 49 (1921) | wfo-0000519871        |
| أدينانثوس إنتركاتوس                     | ك. أ. جاردنر     | ج. بروس. روي. سوس. ويسترن أستراليا 9(1): 39 (1923)       | wfo-0000519872        |
| أدينانثوس لابيليارديري                  | إي. سي. نيلسون   | برونيا 1: 381 (1978)                                     | wfo-0000519873        |
| أدينانثوس لينياريس                      | ميسن             | برودر. 14: 311 (1856)                                    | wfo-0000519874        |
| أدينانثوس ماكروبوديانس                  | إي. سي. نيلسون   | برونيا 1: 378 (1978)                                     | wfo-0000519875        |
| أدينانثوس ميسنيري                       | ليهم             | بل. بريس. 1: 512 (1845)                                  | wfo-0000519877        |
| أدينانثوس أوبوفاتوس                     | لابيليارد        | نوف. هول. بل. 1: 29 (1805)                               | wfo-0000519879        |
| أدينانثوس أوريولوس                      | إي. سي. نيلسون   | برونيا 1: 367 (1978)                                     | wfo-0000519880        |
| أدينانثوس × باميلاس                     | إي. نيلسون       | جلاسرا 9: 2 (1986)                                       | wfo-0000519881        |
| أدينانثوس بانجينس                       | ميسن             | بل. بريس. 1: 515 (1845)                                  | wfo-0000519883        |
| أدينانثوس أرماتا                        | ميسن             | برودر. 14: 313 (1856)                                    | wfo-0000519848        |
| أدينانثوس بانجينس النوع سيمبليسيفوليوس  | ميسن             | بل. بريس. 2: 248 (1848)                                  | wfo-0000519884        |
| أدينانثوس سيريكيوس                      | لابيليارد        | نوف. هول. بل. 1: 29 (1805)                               | wfo-0000519885        |
| أدينانثوس ستريكتوس                      | أ. س. جورج       | نويستيا 1: 384 (1974)                                    | wfo-0000519888        |
| أدينانثوس تيجيس                         | أ. س. جورج       | نويستيا 1: 385 (1974)                                    | wfo-0000519889        |
| أدينانثوس تيرميناليس                    | ر. براون         | ترانس. لين. سوس. لندن 10: 152 (1810)                     | wfo-0000519890        |
| أدينانثوس فيلوتينوس                     | ميسن             | برودر. 14: 312 (1856)                                    | wfo-0000519892        |
| أدينانثوس فينوسوس                       | ميسن             | برودر. 14: 312 (1856)                                    | wfo-0000519893        |

## الانتشار والموئل

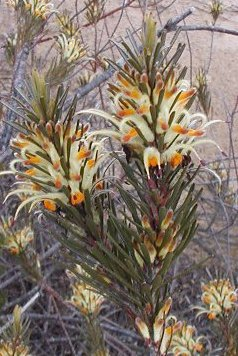
أدينانثوس ديتمولدي

يتركز تنوع هذا الجنس في جنوب غرب أستراليا، حيث يوجد 31 من أصل 33 نوعًا. يتميز الساحل الجنوبي لأستراليا الغربية، بين سلسلة جبال ستيرلنغ ومنطقة نهر فيتزجيرالد بتنوع الخاص، حيث يوجد 17 نوعًا في سهول إسبيرانس وحدها. هذه واحدة من منطقتين تهيمن عليهما نباتات كوونجان وهي عبارة عن مجمع نباتي مشهور بالأنواع الفرعية لهذا الجنس النباتي ومستويات عالية من التوطن؛ أما المنطقة الأخرى من كوونجان، الواقعة شمالا على الساحل الغربي حول جبل ليسوير فتضم عددًا قليلًا ومدهشًا من أنواع أدنانثوس.
تنتشر الأنواع في معظم أنحاء الجنوب الغربي. في المناطق الشمالية، حيث يوجد عدد أقل من الأنواع، لا يمتد الجنس إلى المناطق الداخلية الأكثر جفافاً، حيث يكون غائباً عن الأجزاء الشمالية من منطقة حزام القمح في أفون . ومع ذلك، فإنها تمتد إلى الجنوب إلى الداخل، وتمتد حتى ما بعد الجنوب الغربي إلى الصحراء المجاورة: يوجد نوع أدينانثوس أرغيروس في المناطق الداخلية حتى ساوثرن كروس.
باتجاه الشرق على طول الساحل الجنوبي، يتواجد الجنس في مجموعات منفصلة على جيوب معزولة من الرمال السيليكاية المحيطة بالتربة الجيرية لخليج أستراليا العظيم. ويتواجد العدد الأكبر أقصى شرق في غرب أستراليا في خليج توايلايت.
النوعان اللذان يتواجدان خارج جنوب غرب أستراليا هما أدينانثوس ماكروبوديان (زهرة الغدة في جزيرة الكنغر)، وهي متوطنة في جزيرة الكنغر؛ وأدينانثوس تيرميناليس (زهرة الغدة الصفراء)، والتي توجد في جنوب أستراليا في شبه جزيرة آير وجزيرة الكنغر ومن أديلايد شرقًا إلى غرب فيكتوريا.